# Felipe N. Chacón
El general Felipe N. Chacón García fue un militar mexicano. Nació en 1820; perteneció en las filas conservadoras y posteriormente en las fuerzas del Segundo Imperio Mexicano. Asumió el mando político de Colima el 2 de enero de 1867, luego de que escapara el Prefecto imperial José María Mendoza, conservando ese puesto hasta el 2 de febrero en que capituló ante el general Ramón Corona. Tiempo después fue nombrado gobernador del Estado de México y luego de Michoacán. Murió en la Ciudad de México el 10 de junio de 1907.